# Earth System Science Pathfinder
O Earth System Science Pathfinder (ESSP) é um programa científico baseado em satélites com o objetivo de permitir uma nova forma de pesquisas científicas em relação à Terra, conduzido pela NASA.
Baseado em seleções periódicas de oportunidades para contemplar necessidades científicas emergentes de forma competitiva, como parte das missões da classe Earth Venture (EV), conforme definido pela NASA.
Os projetos desse programa devem ser capazes de dar suporte a uma ampla gama de pesquisas científicas relacionadas ao nosso planeta, incluindo estudos sobre: atmosfera, oceanos, superfície terrestre, regiões polares e congeladas entre outros fazendo uso de instrumentosa bordo de satélites e dos dados obtidos através deles.

## Missões do programa principal
- GRACE - 17 de Março de 2002
- CALIPSO - 28 de Abril de 2006
- CloudSat - 28 de Abril de 2006
- Aquarius - 10 de Junho de 2011
- OCO-2 - previsto para Julho de 2014
- CYGNSS - pervisto para Abril de 2016